# Стенли (окръг, Северна Каролина)
Вижте пояснителната страница за други значения на Стенли.
Окръг Стенли (на английски: Stanly County) е окръг в щата Северна Каролина, Съединени американски щати. Площта му е 1046 km², а населението – 60 635 души (2016). Административен център е град Албемарл.